# Die Brautwahl
Die Brautwahl (títol original en alemany, en català L'elecció d'una núvia) és una obra dramaticomusical en tres actes composta  per Ferruccio Busoni sobre un llibret en alemany del mateix compositor, basat en Choosing the Bride d'Ernst Theodor Amadeus Hoffmann. Es va estrenar el 13 d'abril de 1912 a l'Hamburgische Staatsoper d'Hamburg-Mitte, dirigida per Gustav Brecher.